# Huancané (província)
Huancané é uma província do Peru localizada na região de Puno. Sua capital é a cidade de Huancané.

## Distritos da província
- Cojata
- Huancané
- Huatasani
- Inchupalla
- Pusi
- Rosaspata
- Taraco
- Vilque Chico